# Ploceus castanops
El tejedor gorjipardo norteño (Ploceus castanops) es una especie de ave paseriforme de la familia Ploceidae endémica de la región de los Grandes Lagos de África.

## Distribución
Se encuentra en el norte de la región de los Grandes Lagos, distribuido por Uganda, Ruanda, el norte de Burundi, el este de la República Democrática del Congo, el oeste de Kenia y el noroeste de Tanzania.